# Khu của Indonesia
Khu của Indonesia (tiếng Indonesia: kecamatan) là cấp hành chính địa phương thứ ba, dưới huyện và thành phố, trên phường xã (kelurahan, desa).